# Snowboard nos Jogos Olímpicos de Inverno de 2018 - Slopestyle feminino
A competição do slopestyle feminino do snowboard nos Jogos Olímpicos de Inverno de 2018 ocorreu no dia 12 de fevereiro no Parque de Neve Phoenix, em Pyeongchang.
Devido aos ventos fortes, a rodada de qualificação originalmente agendada para 11 de fevereiro de 2018 foi cancelada. Todos as atletas competiram em uma rodada final de duas descidas em vez da típica rodada de qualificação de duas descidas e rodada final de três descidas.
O início da rodada final foi adiada em mais de uma hora devido aos fortes ventos. Os fortes ventos de proa continuaram na final, causando muitas quedas entre os concorrentes. Das 25 participantes, apenas cinco conseguiram ficar de pé durante a primeira corrida e nenhuma snowboarder fez duas descidas limpas. Várias snowboarders disseram que a realização da final foi irresponsável enquanto que o FIS alega que as condições estavam "dentro das normas".
A campeã olímpica de 2014, Jamie Anderson, defendeu seu título com sucesso. Laurie Blouin ganhou a medalha de prata, e Enni Rukajärvi, a medalha de prata 2014, o bronze.

## Medalhistas
| Ouro   | USA Jamie Anderson |
| Prata  | CAN Laurie Blouin  |
| Bronze | FIN Enni Rukajärvi |

## Resultados
| Pos.              | Ordem | Atleta                   | Descida 1 | Descida 2 | Melhor | Notas |
| ----------------- | ----- | ------------------------ | --------- | --------- | ------ | ----- |
| Medalha de ouro   | 26    | USA Jamie Anderson       | 83.00     | 34.56     | 83.00  |       |
| Medalha de prata  | 20    | CAN Laurie Blouin        | 49.16     | 76.33     | 76.33  |       |
| Medalha de bronze | 22    | FIN Enni Rukajärvi       | 45.85     | 75.38     | 75.38  |       |
| 4                 | 15    | NOR Silje Norendal       | 73.91     | 47.66     | 73.91  |       |
| 5                 | 9     | USA Jessika Jenson       | 72.76     | 41.11     | 72.76  |       |
| 6                 | 19    | USA Hailey Langland      | 41.26     | 71.80     | 71.80  |       |
| 7                 | 11    | SUI Sina Candrian        | 66.35     | 39.80     | 66.35  |       |
| 8                 | 8     | OAR Sofya Fyodorova      | 27.53     | 65.73     | 65.73  |       |
| 9                 | 13    | JPN Yuka Fujimori        | 63.73     | 48.51     | 63.73  |       |
| 10                | 10    | SUI Elena Könz           | 17.28     | 59.00     | 59.00  |       |
| 11                | 25    | USA Julia Marino         | 55.85     | 41.05     | 55.85  |       |
| 12                | 5     | JPN Asami Hirono         | 49.80     | 27.26     | 49.80  |       |
| 13                | 21    | NZL Zoi Sadowski-Synnott | 26.70     | 48.38     | 48.38  |       |
| 14                | 16    | JPN Reira Iwabuchi       | 48.33     | 31.06     | 48.33  |       |
| 15                | 24    | AUT Anna Gasser          | 42.05     | 46.56     | 46.56  |       |
| 16                | 1     | CZE Šárka Pančochová     | 43.46     | 39.18     | 43.46  |       |
| 17                | 14    | GBR Aimee Fuller         | 34.63     | 41.43     | 41.43  |       |
| 18                | 12    | SUI Isabel Derungs       | 39.66     | 31.98     | 39.66  |       |
| 19                | 18    | JPN Miyabi Onitsuka      | 33.25     | 39.55     | 39.55  |       |
| 20                | 4     | SUI Carla Somaini        | 36.71     | 23.08     | 36.71  |       |
| 21                | 17    | CAN Brooke Voigt         | 24.36     | 36.61     | 36.61  |       |
| 22                | 23    | CAN Spencer O'Brien      | 26.43     | 36.45     | 36.45  |       |
| 23                | 7     | NED Cheryl Maas          | 31.71     | 35.30     | 35.30  |       |
| 24                | 3     | SVK Klaudia Medlová      | 26.16     | 34.00     | 34.00  |       |
| 25                | 2     | FRA Lucile Lefevre       | 28.35     | 17.31     | 28.35  |       |
| 26                | 6     | GER Silvia Mittermueller | 1.00      | DNS       | 1.00   |       |

Legenda
| Recorde mundial      | Recorde mundial (World record)               |                       | Recorde africano                      | Recorde africano (African) |                                           | Q | Classificado por posição (Qualified) |
| Recorde olímpico     | Recorde olímpico (Olympic record)            | Recorde da América    | Recorde da América (Americas)         | q                          | Classificado por melhor tempo (Qualified) |   |                                      |
| Melhor marca do ano  | Melhor marca do ano (World leading)          | Recorde asiático      | Recorde asiático (Asian)              | DNS                        | Não largou (Did not start)                |   |                                      |
| Recorde nacional     | Recorde nacional (National record)           | Recorde europeu       | Recorde europeu (European)            | DNF                        | Não terminou (Did not finish)             |   |                                      |
| Recorde pessoal      | Recorde pessoal do atleta (Personal best)    | Recorde da Oceania    | Recorde da Oceania (Oceania)          | DSQ / DQ                   | Desclassificado (Disqualified)            |   |                                      |
| Recorde da temporada | Recorde da temporada do atleta (Season best) | Recorde sul-americano | Recorde sul-americano (South America) | NM                         | Sem marca (No mark)                       |   |                                      |